# Orthosia angustifolia
Orthosia angustifolia är en oleanderväxtart som först beskrevs av Porphir Kiril Nicolai Stepanowitsch Turczaninow, och fick sitt nu gällande namn av Liede och Meve. Orthosia angustifolia ingår i släktet Orthosia och familjen oleanderväxter. Inga underarter finns listade i Catalogue of Life.